# Кругові місії

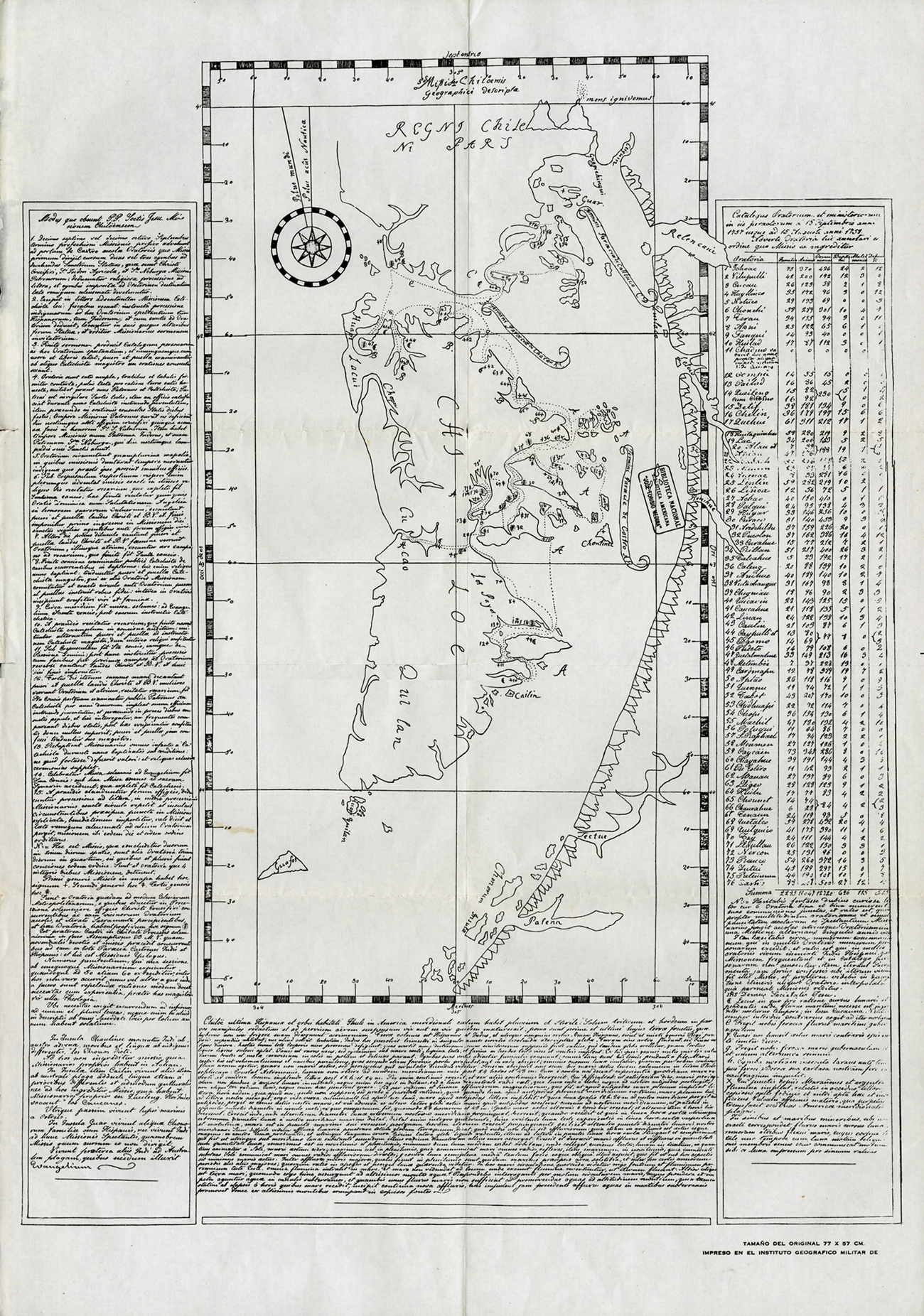
Карта кругових місій станом на 1751 рік

Кругові місії (ісп. Misiones Circulares) — щорічні місії Товариства Ісуса, починаючи з початку XVII століття, а після 1767 року — Ордену францисканців на архіпелазі Чилое, метою яких було поширення християнства серед корінних народів (індіанців) Південної Америки.

## Історія
Як експериментальний проєкт місії з'явилися у 1608 році. Тоді єзуїти Мельхор Венегас та Хуан Баутіста Ферруфіно відвідали кілька поселень індіанського племені уїльїчі на архіпелазі Чилое.
Остаточно місії були затверджені у 1617 році. Їх проводили представники Товариства Ісуса (Ордену єзуїтів). Навесні та влітку вони вирушали у подорожі архіпелагом та проповідували християнську віру в поселеннях місцевих корінних народів. Для пересування між островами архіпелагу єзуїти часто використовували легкі місцеві зшити човни типу далка. У кожному поселенні єзуїти перебували близько трьох днів, а потім відправлялись далі. Узимку вони перебували у власній резиденції в місті Кастро.
У 1767 році Орден єзуїтів було заборонено в Іспанській колоніальній імперії, тому кругові місії продовжили францисканці. Вони продовжили їх за тими ж схемами, що й попередні місії. Проведення францисканцями даних місій було пов'язано з монастирем Санта-Роса-де-Окопа. Проведення місій було призупинено у 1824 році, коли Симон Болівар закрив монастир, та продовжилися у 1836 році за попередніми схемами.

## Наслідки та спадщина

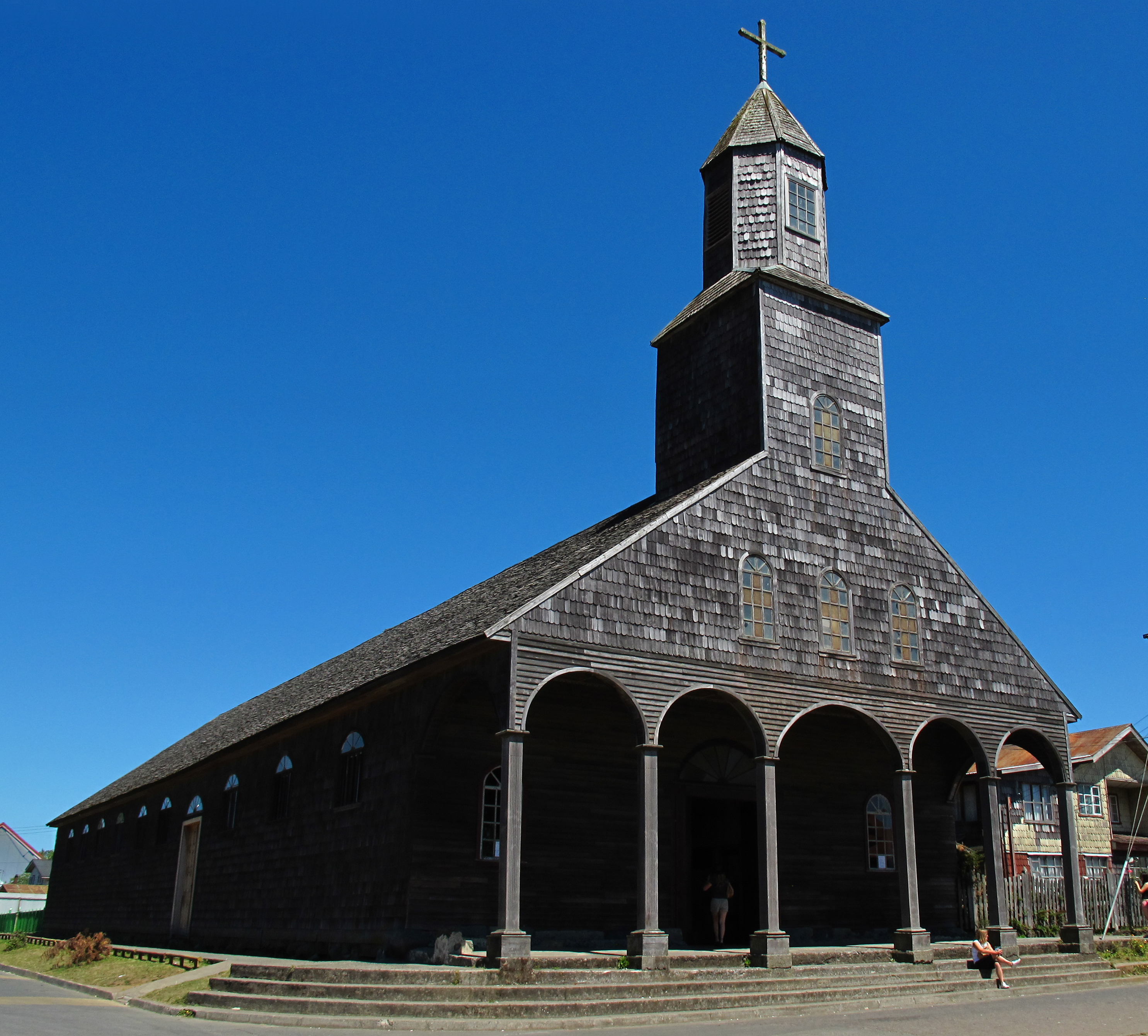
Церква Санта Марія де Лорето в Ачао, зведена в часи єзуїтів

Найважливішим наслідком кругових місій є те, що більшість індіанського населення Чилі прихильно ставляться до католицизму. Завдяки круговим місіям дотепер існує інститут прокурорів Чилое, які відповідають за збереження родових церков на островах Чилое, найвідомішою з яких є церква Санта Марія де Лорето в Ачао. Станом на 1755 рік було зведено вже 77 таких храмів.